# ムカガリ・マカタエワ
ムカガリ・マカタエフ (カザフ語: Мұқағали Мақатаев) — カザフスタンの国民的詩人、作家、翻訳家。1931年2月9日、アルマトゥ州ナルンコル（現ラインベク カザフ語: Райымбек）地方カラサズ(カザフ語: Қарасаз)生まれ。1976年3月27日、アルマトゥ市にて死亡。1948-49年、カザフ国立大学で文献学を学ぶ。1948年、最初の詩集が出版される。1952年～69年、高校のロシア語教師、カザフ語ラジオのパーソナリティ、新聞«ソヴィエトの境界»(カザフ語: Советтік шекара)、新聞«社会主義カザフスタン»(カザフ語: Социалистік Қазақстан)および«文化と生活»(カザフ語: Мәдениет және Тұрмыс)の寄稿者として活躍。1962年の詩集«熱情» (カザフ語: Аппассионата)で有名になった。多くの詩集を出版し、1970年、カザフ共和国作家連合のメンバーとなった。死後の1999年、カザフスタン共和国の国家賞を受賞した。